# بیاووخووو
بیاووخووو (به لهستانی:  Białochowo) یک روستا در لهستان است که در گمینا روگوژنو واقع شده‌است. بیاووخووو ۵۸۰ نفر جمعیت دارد.